# Decaturville
Decaturville är administrativ huvudort i Decatur County i Tennessee. Orten har fått sitt namn efter sjömilitären Stephen Decatur. Vid 2020 års folkräkning hade Decaturville 807 invånare.